# برايان برينان
برايان برينان هو مؤرخ وصحفي كندي، ولد في 4 أكتوبر 1943.